# فهرست مثال‌های توپولوژی عمومی
لیستی از مثالهای مفید در توپولوژی عمومی:
- توپولوژی الکساندروف
- فضای کانتور
- توپولوژی هم-کاپا
  - توپولوژی هم-شمارا
  - توپولوژی هم-متناهی
- توپولوژی فشرده-باز
- فشرده سازی
- توپولوژی گسسته
- توپولوژی هم-متناهی نقطه-مضاعف
- خط اعداد حقیقی گسترده
- فضای توپولوژی متناهی
- گوشواره هاوایی
- مکعب هیلبرت
- کابل گنگ روی یک چنبره
- دریاچه های وادا
- خط بلند
- توپولوژی ترتیبی
  - ترتیب قاموسی/لغت‌نامه‌ای
  - توپولوژی عدد ترتیبی
  - خط حقیقی
  - بازه شکافته شده
- توپولوژی بازه همپوشیده
- صفحه مور
- فضای سرپینسکی
- خط سورگنفری
- صفحه سورگنفری
- منحنی فضا-پرکن
- منحنی سینوسی توپولوژی‌دانان
- توپولوژی بدیهی
- فاصله واحد
- توپولوژی زاریسکی